# Drepturi individuale și drepturi colective
Drepturile colective sunt drepturi deținute de un grup qua grup, și nu individual de membrii grupului; în schimb, drepturile individuale sunt drepturile deținute de persoane individuale; chiar dacă acestea sunt de diferențiate pe grupuri, cum sunt cele mai multe drepturi, ele rămân drepturi individuale atâta timp cât titularii lor le pot exercita individual. Drepturile colective au fost istoric folosite atât pentru a încălca, cât și pentru a facilita drepturile individuale, și conceptul rămâne controversat.

## Drepturi de grup organizaționale
În afară de drepturile grupurilor bazate pe caracteristicile individuale imuabile ale membrilor lor, alte drepturi colective privesc organizațiile, inclusiv statele naționale, sindicatele, corporațiile, asociațiile comerciale, camerele de comerț, partidele politice. Astfel de organizații primesc drepturi care sunt specifice funcțiilor lor declarate și capacităților lor de a vorbi în numele membrilor lor, cum ar fi capacitatea corporației de a vorbi cu guvernul în numele tuturor clienților și  angajaților săi, sau capacitatea sindicatelor de a negocia beneficii cu angajatorii în numele tuturor lucrătorilor dintr-o companie.

## Filosofii
În vederile politice minarhiste ale liberalilor clasici și ale unor liberali de dreapta⁠(d), rolul guvernului este exclusiv de a identifica, proteja și asigura drepturile naturale ale individului, încercând în același timp să asigure remedii drepte pentru încălcările lor. Guvernele liberale care respectă drepturile individuale oferă adesea controale sistemice care să protejeze drepturile individuale, cum ar fi sistemul proceselor⁠(d) în justiție. Statele colectiviste sunt, în general, considerate de acești liberali clasici și libertarieni a fi opresive, tocmai pentru că nu respectă drepturile individuale.
Ayn Rand, care a dezvoltat filosofia obiectivismului, afirma că un grup, ca atare, nu are drepturi. Ea susținea că numai o persoană poate avea drepturi, și, prin urmare, expresia „drepturile individuale” este un pleonasm, în timp ce expresia „drepturi colective” este o contradicție în termeni. Din acest punct de vedere, prin aderarea la un grup, o persoană nu poate nici să dobândească noi drepturi și nici să-și piardă din drepturile pe care le posedă. În conformitate cu această filozofie, drepturile individuale nu pot fi supuse votului public, majoritatea nu are dreptul să voteze să înlăture drepturile unei minorități, funcțiunea politică a drepturilor fiind tocmai de a proteja minoritățile de voința majorității, și cea mai mică minoritate de pe Pământ este individul. Rand oferă mai multe perspective unice asupra drepturilor, considerând că 1. din punct de vedere ontologic, drepturile nu sunt nici atribute, nici convenții, ci principii de moralitate, având, prin urmare, aceeași statut epistemic cu orice alt principiu moral; 2. drepturile „definesc și sancționează libertatea de acțiune a omului”; 3. ca protectori ai libertății de acțiune, drepturile nu înseamnă „privilegii” de a fi alimentați cu bunuri sau servicii; 4. „Drepturile omului pot fi încălcate numai prin folosirea forței fizice. Numai prin forță fizică un om poate să priveze pe altul de viața lui, sau să-l subjuge, sau să-l jefuiască, sau să-l împiedice să-și urmeze propriile obiective, sau să-l oblige să acționeze împotriva propriei judecăți raționale.” și 5. drepturile decurg din nevoile minții: pentru un organism care supraviețuiește prin intermediul rațiunii, libertatea este o cerință de supraviețuire: forța inițiată neagă sau paralizează mintea rațională. Argumentul general al lui Rand este că drepturile protejează libertatea pentru a proteja rațiunea. „Forța și mintea sunt opuse.”
Adam Smith, în 1776, în cartea sa O cercetare asupra naturii și cauzelor avuției națiunilor, descria dreptul fiecărei generații succesive, colectiv, asupra pământului și asupra a tot ce posedă pământul. În Declarația de Independență a SUA, se enunță mai multe drepturi colective, ale oamenilor și ale statelor, de exemplu, Dreptul Poporului: „ori de câte ori orice formă de guvernare devine distructivă cu aceste scopuri, este Dreptul Poporului să o schimbe sau să o abolească” și dreptul statelor: „... ca State Libere și Independente, au Puterea deplină de a declara Război, de a încheia Pace, de a contracta Alianțe, de a stabili Comerț, și de a face toate celelalte Acte și Lucruri pe care au dreptul să-l facă Statele Independente.”